# Katuny
A Katuny (oroszul Катунь) folyó Oroszország ázsiai részén, az Altaj köztársaságban és az Altaji határterületen, az Altaj-hegység legjelentősebb folyóvize. A Katuny és a Bija folyó összeömlésével keletkezik Nyugat-Szibéria legnagyobb folyama, az Ob.
A Katuny szó  türk eredetű, jelentése „nő, asszony”.

## Földrajz
Hossza: 688 km, vízgyűjtő területe: 60 900 km². Évi közepes vízhozama Szrosztki településnél, a torkolattól 40 km-re 626 m³/s.
Oroszország és Kazahsztán határán, az Altaj legmagasabb hegyének, a 4506 m-es Beluhának déli lejtőin, a Gebler-gleccserből veszi kezdetét, kb. 2000 m tengerszint feletti magasságban. Völgyének általános jellemzői alapján három szakaszra osztható.
Felső szakaszán, a Koksza folyó torkolatáig (210 km) tipikus hegyi folyó, esése ezen a részen a legnagyobb: a szakasz eleje és vége közötti szintkülönbség kb. 1000 m. Kezdetben az államhatár mentén, azt elhagyva nyugati, majd északi irányban folyik. Megkerüli a Katuny-hegységet, miközben összegyűjti annak déli és nyugati lejtőin, valamint a kazah-orosz határon húzódó Lisztvjaga- és Holzun-hegységekben eredő számtalan hideg, gyorsfolyású mellékfolyó vizét. Partjai nagy részét sűrű tajga borítja.
Középső szakaszán, a jobb oldali Szumulta mellékfolyó torkolatáig (200 km) továbbra is hegyi folyó. Uszty-Koksza városkától a folyó keletnek tart, előbb széles katlanban halad, itt viszonylag nyugodt folyása van, lejjebb azonban medre összeszűkül, az Argut torkolatáig magas hegyek, meredeken leszakadó, sziklás partok között kanyarog. Ezen a részen veszi fel legjelentősebb, részben szintén gleccserekből táplálkozó mellékfolyóit. Az Argut folyó torkolata után észak felé folytatja útját, partjait ezen a szakaszon túlnyomórészt vörösfenyő-erdők borítják.
Alsó szakaszán (280 km) a magas hegységek egyre alacsonyabb nyúlványai között folyik, kiszélesedő völgyét teraszok jellemzik, partjainak lejtőin a vörösfenyőt fokozatosan erdeifenyő váltja fel. Alsó folyásának vége felé, az Altaji határterületre érve a Katuny sztyeppi folyóvá változik és Bijszk városától 19 km-re délnyugatra egyesül a Bija folyóval, innen veszi kezdetét az Ob.
A folyó vízgyűjtőjén több mint 800 kisebb-nagyobb gleccser található. A gleccserekből eredő folyók többségét, így a Katunyt is főként jég- és hóolvadék vizek táplálják, az esővíznek jóval kisebb szerepe van. A folyónak nyári bővize van, a legkisebb vízhozam általában tél végén jelentkezik.

## Mellékfolyók
Útja során a Katuny összesen 254 mellékfolyót vesz fel. Közülük a legjelentősebbek:
- balról, a középső szakaszon: Koksza, Urszul
- jobbról, a középső szakaszon: Multa, Kuragan, Akkem, Kucserla, Argut (232 km), Csuja (320 km).
- az alsó szakaszon: Csemal, Szema.

## Települések, gazdaság, környezetvédelem

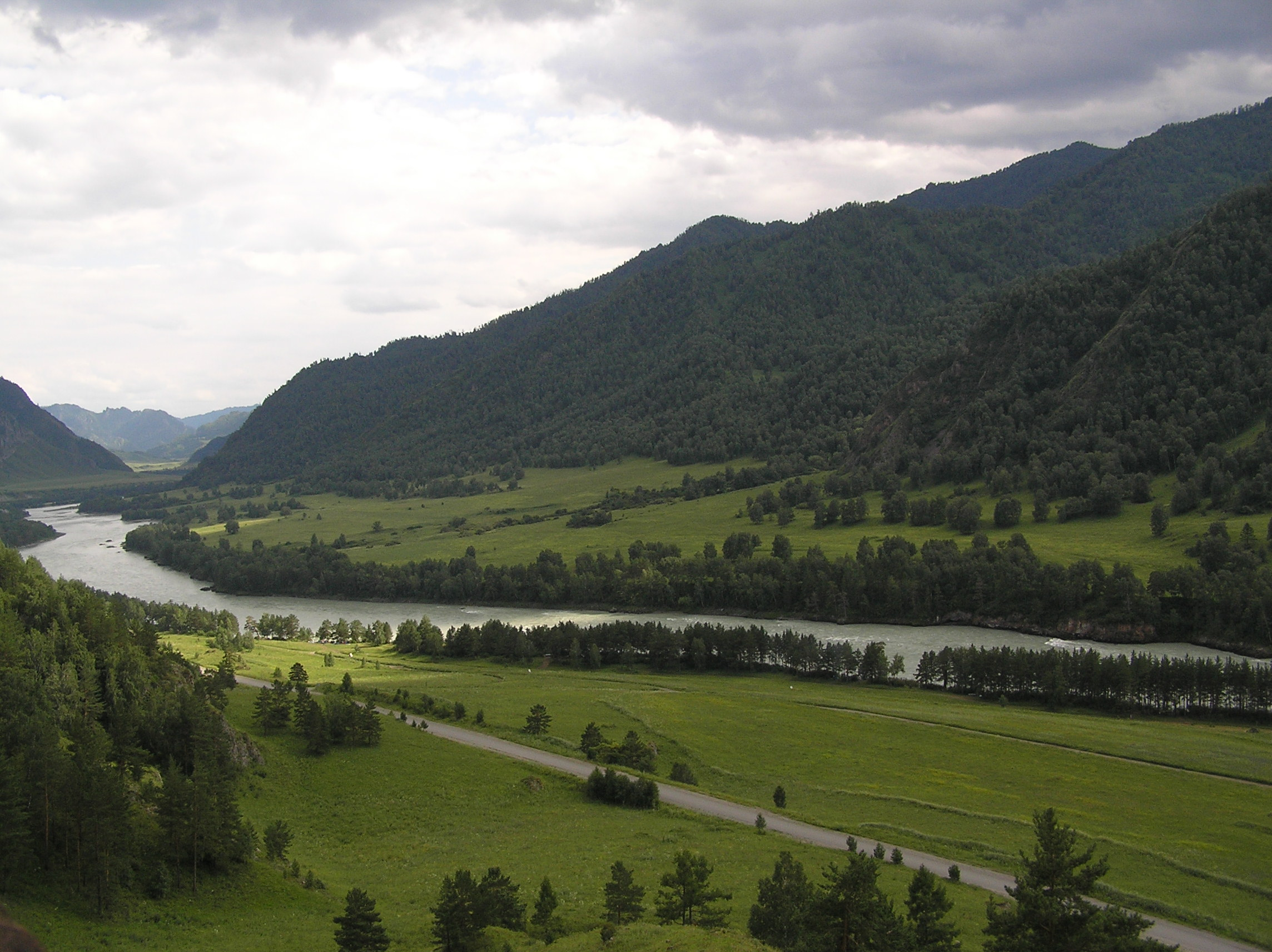
A Katuny a Csemali járásban

A Katuny mentén nincsenek nagyobb városok, csak kisebb települések, például Uszty-Koksza, Inja, Csemal, Majma (Gorno-Altajszk város mellett). Az alsó szakasz völgyében vezet az Altaj-hegyvidék legfontosabb főútja, mely Nyugat-Szibéria és Mongólia között biztosít összeköttetést.
A folyó felső szakasza a nagyobb gazdasági tevékenységtől lényegében érintetlen. Itt található a Katunyi természetvédelmi terület, melyet a Beluha-heggyel és néhány más objektummal együtt „Az Altaj Arany-hegyei” összefoglaló néven az UNESCO világörökségi listájára felvettek.
A 20. század utolsó évtizedeiben több alkalommal, több változatban is felmerült egy nagyobb vízerőmű és hozzákapcsolódó víztározó építésének terve. A helyszín valószínűleg 230–250 km-re a torkolattól, a Csemal folyó torkolatának környéke lenne. Az építkezés tervét ellenzők általában a környezet védelmére hivatkoznak, míg a helyi hatalmi szervek a gazdaságosság szempontjaira hivatkozva azt újra és újra előveszik. 2003-ban is ez történt, ám az Oroszországi Föderáció kormánya nem engedélyezte (nem hajlandó finanszírozni) az építkezést. Az Altaj köztársaság illetékes vezetői újabb átdolgozott tervvel készülnek előállni.